# Miroslav Mozetič
Mag. Miroslav Mozetič (* 7. únor 1950, Tabor nad Dornberkom) je slovinský politik a právník.

## Životopis
Na právnické fakultě Univerzity v Lublani promoval v roce 1976. Advokátní zkoušku složil v roce 1979. Poté působil v hospodářství, kde se věnoval zahraničnímu obchodu a zastupování před soudy. Mimo to pak v letech 1990 až 1992 působil jako tajemník městské skupščiny v Lublani.
Změnu přinesl rok 1992, kdy byl za křesťanské demokraty zvolen do Státního shromáždění. Od 23. prosince 1992 do konce volebního období byl místopředsedou Shromáždění. Mimo jiné se podílel na přípravě jednacího řádu Státního shromáždění. V roce 1996 byl za SKD opět zvolen do Státního shromáždění a do června 2000 byl předsedou poslaneckého klubu SKD. Od 16. ledna 1997 byl slovinským zástupcem v Parlamentním shromáždění Rady Evropy. V roce 1999 získal na Právnické fakultě Univerzity v Lublani titul magistra právních věd (zaměření na ústavní právo). V únoru 2000 byl zaměstnán u Ústavního soudu jako poradce a od roku 2001 byl náměstkem generálního tajemníka Ústavního soudu. V roce 2005 byl jmenován generálním ředitelem Ředitelství pro legislativu na ministerstvu spravedlnosti. Počátkem roku 2006 se stal vedoucím Legislativně-právní služby Státního shromáždění. Je spoluautorem Komentáře ke slovinské ústavě.
Jako kandidát na funkci ústavního soudce byl zmiňován již na podzim 2006, kdy se chýlilo ke konci funkční období soudkyně Dragici Wedamové Lukićové. Soudcem se tehdy nakonec stal Franc Grad. Mozetič však byl opět navržen v roce 2007. Soudcem Ústavního soudu byl od 31. října 2007 do 30. října 2016. Od 11. ledna 2010 byl jeho místopředsedou, od 11. listopadu 2013 do 30. října 2016 pak jeho předsedou.